# Соль-де-Маньяна
Соль-де-Манья́на (исп. Sol de Mañana, в переводе «утреннее Солнце») — геотермальное поле в провинции Сур-Лупес департамента Потоси на юго-западе Боливии. Поле занимает площадь около 10 км² на высоте 4800 — 5000 метров. Всего в 30 км, на территории Чили, расположено более крупное геотермальное поле Эль-Татио.
Этот район характеризуется интенсивной вулканической активностью с серными полями, грязевыми озёрами и бассейнами с кипящей грязью. Вопреки распространённому мнению это не гейзеры. В конце 1980-х годов была предпринята попытка промышленного использования, но это оказалось нерентабельным. В этом районе осталось несколько искусственных отверстий, самое известное из которых выпускает струю газов на высоту до 50 метров. Основные грязевые озёра находятся на высоте 4850 м.

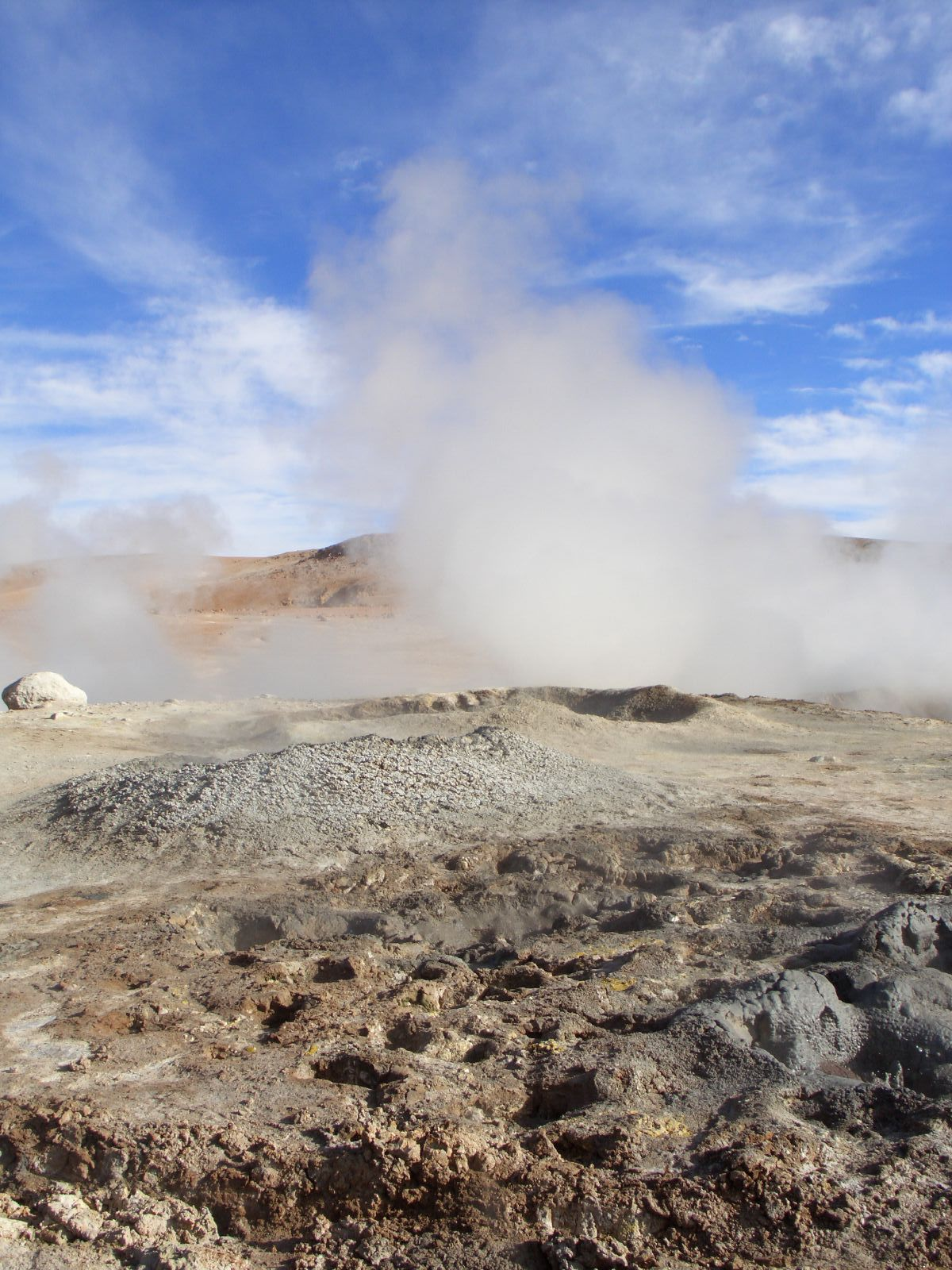
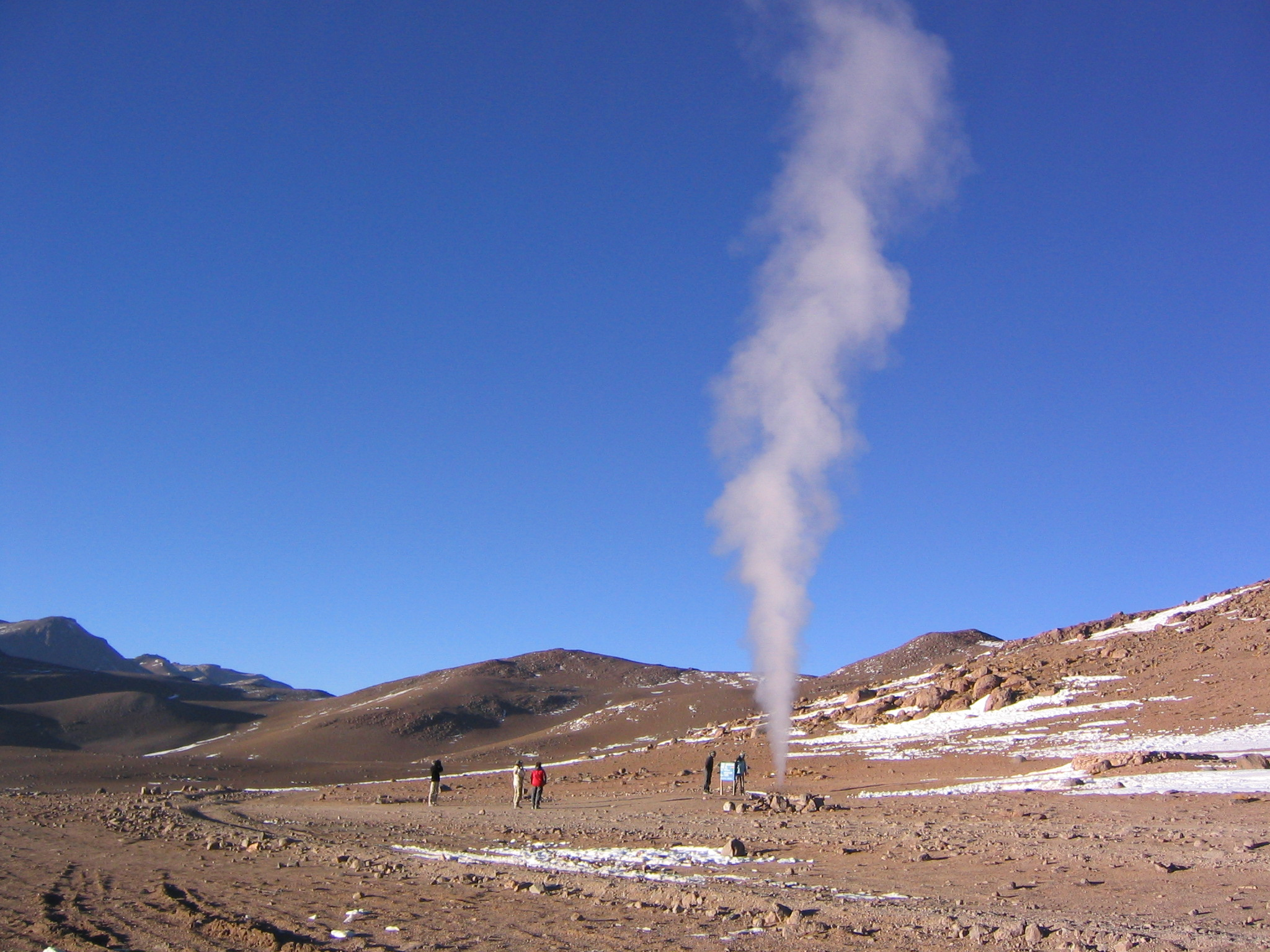
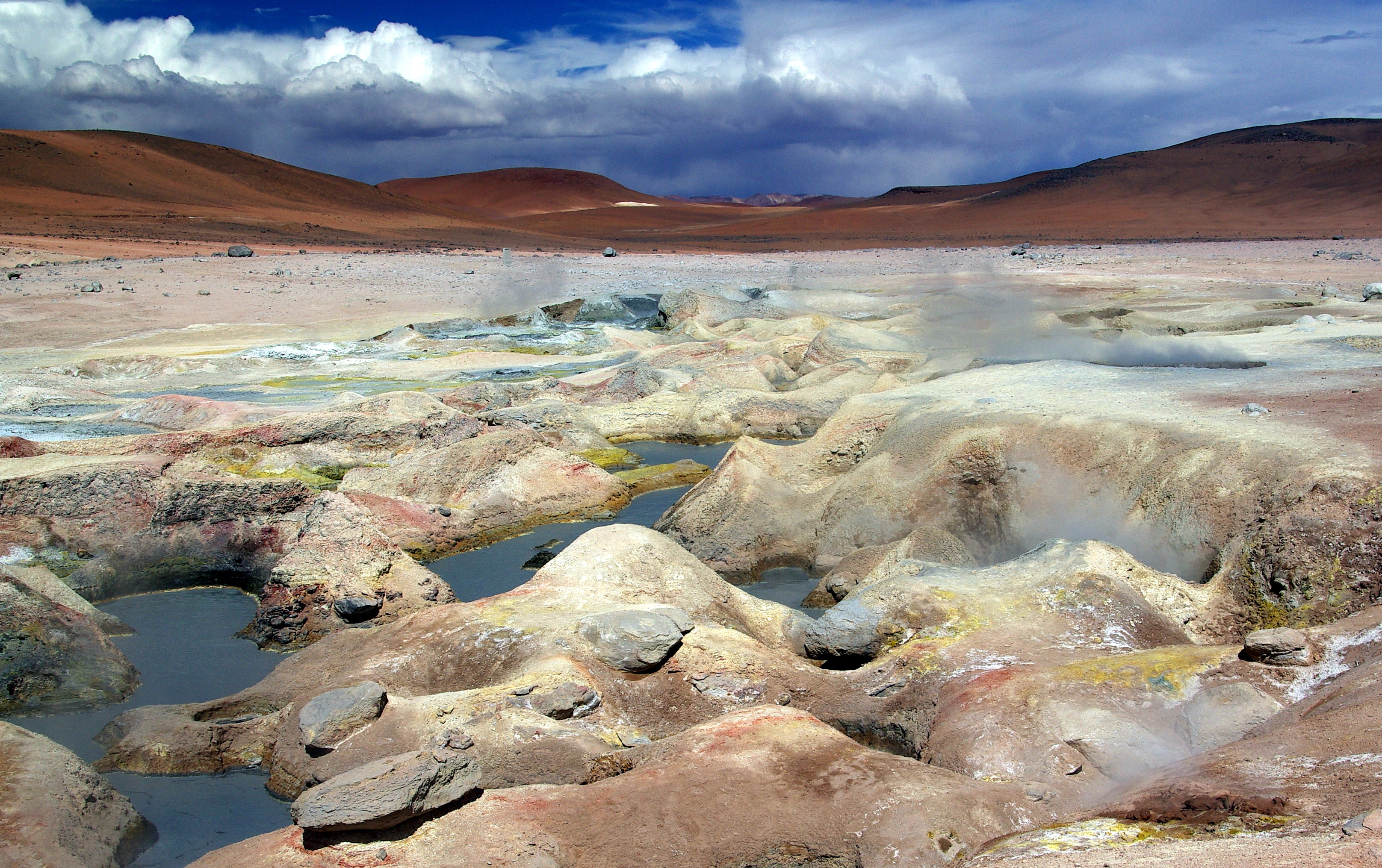